# Collegio uninominale Campania - 02 (2017)
Il collegio elettorale uninominale Campania - 02 è stato un collegio elettorale uninominale della Repubblica Italiana per l'elezione del Senato tra il 2017 ed il 2022.

## Territorio
Come previsto dalla legge elettorale italiana del 2017, il collegio era stato definito tramite decreto legislativo all'interno della circoscrizione Campania.
Era formato dal territorio di 43 comuni: Arienzo, Aversa, Cancello ed Arnone, Capodrise, Carinaro, Casagiove, Casal di Principe, Casaluce, Casapesenna, Casapulla, Caserta, Castel Morrone, Castel Volturno, Cervino, Cesa, Curti, Francolise, Frignano, Grazzanise, Gricignano di Aversa, Lusciano, Macerata Campania, Maddaloni, Marcianise, Orta di Atella, Parete, Portico di Caserta, Recale, San Cipriano d'Aversa, San Felice a Cancello, San Marcellino, San Marco Evangelista, San Nicola la Strada, San Prisco, Santa Maria a Vico, Santa Maria la Fossa, Sant'Arpino, Succivo, Teverola, Trentola Ducenta, Valle di Maddaloni, Villa di Briano e Villa Literno.
Il collegio era quindi interamente compreso nella provincia di Caserta.
Il collegio era parte del collegio plurinominale Campania - 01.

## Eletti
| Elezione | Elezione | Senatore       | Partito            |
| -------- | -------- | -------------- | ------------------ |
|          | 2018     | Vilma Moronese | Movimento 5 Stelle |
|          | 2021     | Vilma Moronese | Indipendente       |

## Dati elettorali

### XVIII legislatura
Come previsto dalla legge elettorale, 116 senatori erano eletti con sistema a maggioranza relativa in altrettanti collegi uninominali a turno unico.
| Candidati              | Candidati                | Voti    | %     | Liste                           | Voti    | %     |
| ---------------------- | ------------------------ | ------- | ----- | ------------------------------- | ------- | ----- |
|                        | Vilma Moronese ✔️ Eletto | 154 427 | 53,00 | Movimento 5 Stelle              | 154 427 | 53,00 |
|                        | Giovanna Petrenga        | 82 689  | 28,38 | Forza Italia                    | 54 384  | 18,66 |
| Lega                   | Giovanna Petrenga        | 82 689  | 28,38 | 13 987                          | 4,80    |       |
| Fratelli d'Italia      | Giovanna Petrenga        | 82 689  | 28,38 | 12 273                          | 4,21    |       |
| Noi con l'Italia - UDC | Giovanna Petrenga        | 82 689  | 28,38 | 2 045                           | 0,70    |       |
|                        | Nicola Caputo            | 40 654  | 13,95 | Partito Democratico             | 33 713  | 11,57 |
| +Europa                | Nicola Caputo            | 40 654  | 13,95 | 2 637                           | 0,91    |       |
| Civica Popolare        | Nicola Caputo            | 40 654  | 13,95 | 2 383                           | 0,82    |       |
| Italia Europa Insieme  | Nicola Caputo            | 40 654  | 13,95 | 1 921                           | 0,66    |       |
|                        | Antonello Fabrocile      | 4 984   | 1,71  | Liberi e Uguali                 | 4 984   | 1,71  |
|                        | Ernesto Rascato          | 2 512   | 0,86  | Potere al Popolo!               | 2 512   | 0,86  |
|                        | Maria Stella Deblasio    | 1 359   | 0,47  | CasaPound                       | 1 359   | 0,47  |
|                        | Patrizia Bocchini        | 1 317   | 0,45  | Italia agli Italiani            | 1 317   | 0,45  |
|                        | Fabio Candalino          | 1 303   | 0,45  | Il Popolo della Famiglia        | 1 303   | 0,45  |
|                        | Guido Monteleone         | 794     | 0,27  | Partito Comunista               | 794     | 0,27  |
|                        | Arnaldo Gadola           | 719     | 0,25  | PRI - ALA                       | 719     | 0,25  |
|                        | Antonio Orlando          | 347     | 0,12  | Partito Valore Umano            | 347     | 0,12  |
|                        | Paolo Zingone            | 266     | 0,09  | Per una Sinistra Rivoluzionaria | 266     | 0,09  |
| Totale                 | Totale                   | 291 371 | 100   |                                 | 291 371 | 100   |
|                        |                          |         |       |                                 |         |       |
| Voti non validi        | Voti non validi          | 10 283  | 3,41  |                                 |         |       |
| Votanti                | Votanti                  | 301 654 | 69,08 |                                 |         |       |
| Elettori               | Elettori                 | 436 647 |       |                                 |         |       |